# Lacey's Spring (Alabama)
Lacey's Spring es un área no incorporada ubicada en el condado de Morgan en el estado estadounidense de Alabama.

## Geografía
Lacey's Spring se encuentra ubicada en las coordenadas 34°32′03″N 86°36′15″O / 34.53417, -86.60417.